# لی جونگ-گیل
لی جونگ-گیل (انگلیسی: Lee Jung-gil؛ زادهٔ ۱ اکتبر ۱۹۴۴) بازیگر اهل کره جنوبی است. از فیلم‌ها یا مجموعه‌های تلویزیونی که وی در آن نقش داشته‌است می‌توان به پسران فراتر از گل‌ها، تو از ستاره‌ها اومدی و یون گه سومون اشاره کرد.